# Белая Струга

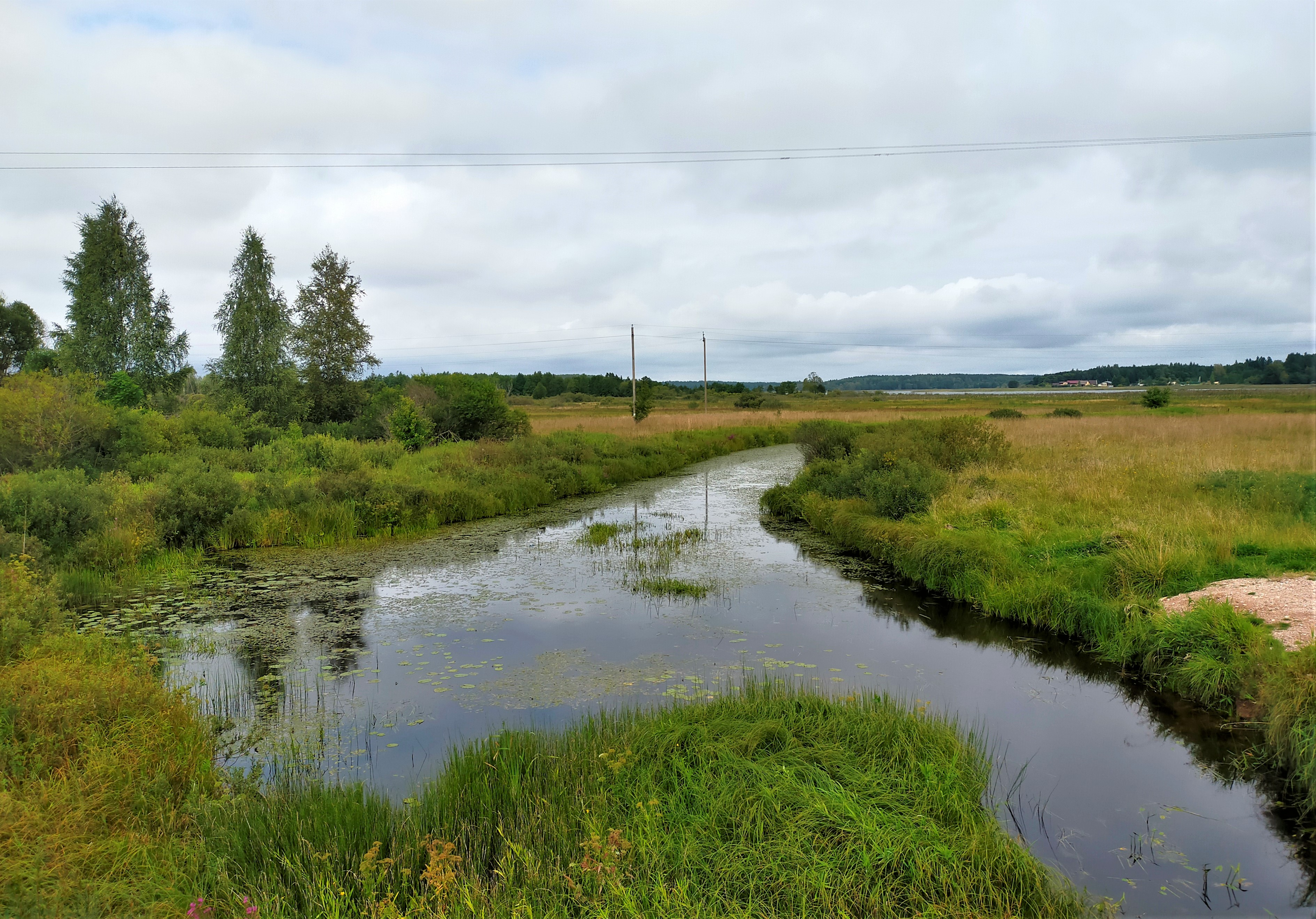
Река Романовка недалеко от места впадения в озеро

Белая Струга — озеро в Новоуситовской волости Палкинского района Псковской области.
Площадь — 5,96 км² (596,0 га; с одним островом — 6,0 км² или 602,0 га). Максимальная глубина — 7,0 м, средняя глубина — 3,2 м.
На берегу озера расположены деревни: Наумки, Усадище, Новая Уситва, Добычи, Вандыши.
Проточное. Относится к бассейну реки Великой, с которой соединяется речкой Струглица.
Тип озера лещово-уклейный. Массовые виды рыб: щука, плотва, окунь, лещ, уклея, ёрш, густера, карась, линь, краснопёрка, налим, пескарь, верховка, вьюн, голец, щиповка; рак (единично).
Для озера характерны: местами заболоченные отлогие и низкие берега, прибрежные леса, луга, поля; дно в центре — плотный ил, в литорали — песок, глина, камни, заиленный песок, есть небольшие сплавины.